# Eduard Ille
Eduard Ille (Múnich, 17 de mayo de 1823-ib., 17 de diciembre de 1900) fue un pintor, ilustrador, escritor y caricaturista alemán.

## Vida

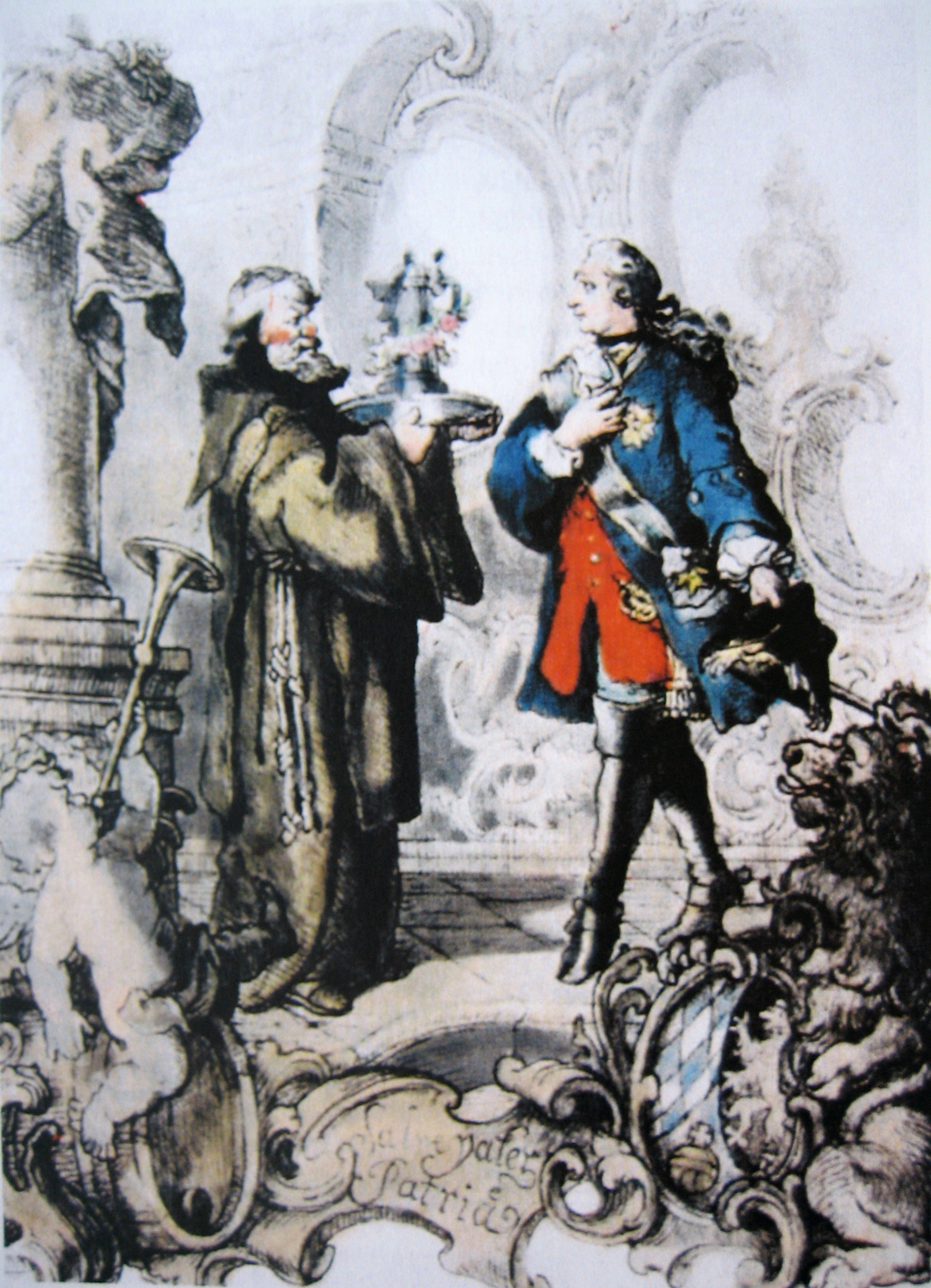
Kredenz-Szene, obra probablemente posterior a 1890.

Después de abandonar el gimnasio estudió en la Academia de Bellas Artes de Múnich y fue alumno de Julius Schnorr von Carolsfeld y de Moritz von Schwind. Bajo su tutela trabajó en varios retablos, como los de la iglesia de Brixlegg.
Su trabajo como dibujante en la revista muniquesa Fliegende Blätter le inspiró para sus escritos y le permitió trabar amistad con Edmund Harburger y Lothar Meggendorfer. Participó en la elaboración de varios Münchener Bilderbogen.
En 1868 la academia de Múnich le concedió el título honorífico de profesor. En 1874 publicó tres láminas para cuentos de los Hermanos Grimm.
En 1900 falleció a los 77 años.

## Obra

### Cuadros
- Sieben Todsünden (1861)
- Temperamente
- Hanswursts lustige Streiche (1863)
- Staberls Reiseabenteuer (1864)
- Die Nibelungensage nach den Liedern der alten Edda
- Parzival
- Lohengrin
- Tannhäuser
- Hans Sachs und Nürnbergs Blütezeit
- Der Dreißigjährige Krieg
- Prinz Eugenius
- Die Wacht am Rhein
- Der Knabe Whittington und seine Katzen

### Escritos
- Gedichte (1855)
- Herzog Friedrich von Tirol, genannt mit der leeren Tasche. Libretto
- Kaiser Joseph II. Drama (1850)
- Kunst und Leben (1862)